# آندری کوبیش
آندری کوبیش (انگلیسی: Andrei Coubiș؛ زادهٔ تاریخ ورودی نامعتبر است) بازیکن فوتبال زاده ایتالیا است که در حال حاضر برای باشگاه فوتبال میلان فوتورو بازی می‌کند. 
وی همچنین در تیم‌های ملی فوتبال زیر ۱۹ سال رومانی و زیر ۲۱ سال رومانی بازی کرده است.